# Municipio de Franklin (condado de Lenawee)
El municipio de Franklin (en inglés: Franklin Township) es un municipio ubicado en el condado de Lenawee en el estado estadounidense de Míchigan. En el año 2010 tenía una población de 3174 habitantes y una densidad poblacional de 31,26 personas por km².

## Geografía
El municipio de Franklin se encuentra ubicado en las coordenadas 42°1′54″N 84°4′28″O / 42.03167, -84.07444. Según la Oficina del Censo de los Estados Unidos, el municipio tiene una superficie total de 101.52 km², de la cual 99,28 km² corresponden a tierra firme y (2,2 %) 2,24 km² es agua.

## Demografía
Según el censo de 2010, había 3174 personas residiendo en el municipio de Franklin. La densidad de población era de 31,26 hab./km². De los 3174 habitantes, el municipio de Franklin estaba compuesto por el 96,57 % blancos, el 0,28 % eran afroamericanos, el 0,6 % eran amerindios, el 0,44 % eran asiáticos, el 0,47 % eran de otras razas y el 1,64 % eran de una mezcla de razas. Del total de la población el 2,52 % eran hispanos o latinos de cualquier raza.